# Austin Freeway
La Freeway  è un'autovettura prodotta dall'Austin dal 1962 al 1965.

## Storia
Sviluppata dalla divisione australiana della BMC, derivava dalla britannica Austin A60 Cambridge. Era disponibile con due tipi di carrozzeria, berlina quattro porte e familiare cinque porte. 
Il modello aveva installato un motore a sei cilindri da 2.433 cm³ di cilindrata che venne costruito in Australia. Questo propulsore era conosciuto come Blue Streak. Il motore derivava direttamente dai propulsori a quattro cilindri BMC che erano conosciuti come B-Series, essendo le misure dei cilindri dell'unità più grande (quella a sei cilindri, cioè il motore della Freeway) identiche a quelle dei cilindri del quattro cilindri.
La Freeway è stato il primo tentativo della BMC di insidiare, nel mercato australiano, il primato della Holden e della Ford nella categoria delle auto con motore a sei cilindri per famiglie. Per centrare questo obiettivo la BMC sviluppò un modello interamente progettato e studiato per l'Australia.
Fu anche offerta una variante esclusiva, la Wolseley 24/80; era disponibile in versione berlina.
La Freeway era più costosa dei modelli della concorrenza, anche se era equipaggiata meglio. L'offerta comprendeva i lavacristalli, lo sbrinatore e l'impianto di riscaldamento. La linea era piuttosto simile a quella della Austin A60 Cambridge, sebbene la calandra fosse stata ridisegnata.
Nel primo anno di produzione vennero commercializzati 3.090 esemplari, ma le vendite calarono drasticamente poco dopo, a causa dell'arrivo della Chrysler Valiant, che era dotata di un motore a sei cilindri più potente. Il calo delle vendite portò alla cessazione della produzione della Freeway nel 1965.